# 田代正治

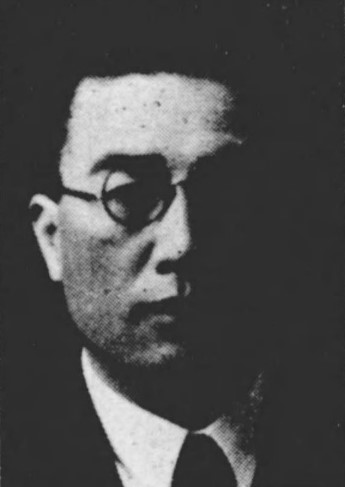
田代正治

田代 正治（たしろ しょうじ、1892年（明治25年）9月11日 - 1983年（昭和58年）11月11日）は、日本の実業家、漁業家、政治家。衆議院議員。

## 経歴
新潟県中蒲原郡村松町（現五泉市）で素封家・田代兼次の三男として生まれる。新潟県立新潟中学校を経て、1915年、農林省水産講習所（現東京海洋大学）漁撈科を卒業した。
その後、佐渡島で漁業に従事。1916年、青森県技手に就任。1919年、日魯漁業の平塚常次郎に見いだされ同社に入社。函館製網船具 (株) に転じて新川工場長に就任し漁網の改良に従事。1931年に独立して漁網漁具製造販売業を営んだ。また、函館産業社長、函館青果卸売市場社長、北海道方面委員、函館地方裁判所調停委員、函館調停協会理事などを務めた。
1934年、函館市会議員、1936年、北海道会議員にそれぞれ選出。1937年4月、第20回衆議院議員総選挙で北海道第三区から出馬して当選し、衆議院議員を一期務めた。